# Borys Hrintjenko
Borys Dmytrovytj Hrintjenko (ukrainska: Борис Дмитрович Грінченко), född den 9 december 1863 i Guvernementet Charkov, Kejsardömet Ryssland, död den 6 maj 1910 i Ospedaletti, Italien, var en ukrainsk författare och politiker.
Hrintjenko utgav en mängd på sin tid mycket lästa diktverk, berättelser, dramer och populära broschyrer samt redigerade och kompletterade "Det ukrainska språkets ordbok" (andra upplagan 1924).